# Jonas Cedercreutz
Jonas Victor Axel Cedercreutz (né le 18 janvier 1914 à Helsinki – mort le 7 mars 1991 à Helsinki) est un architecte finlandais.

## Carrière
De 1945 à 1963, Jonas Cedercreutz a un cabinet d'architecte a Helsinki avec Helge Railo, Par la suite, il sera son propre cabinet 

## Ouvrages
Parmi ses ouvrages:
- Musée maritime d'Ahvenanmaa, Maarianhamina (construit en 1949)
- Hôpital central de Finlande centrale, Jyväskylä (1954)
- Kuusisaarenpolku 7, maisons , Munkkiniemi (1957)
- Maison de service Betania, Turku
- Bâtiment supplémentaire du gouvernement régional, Hämeenlinna (1962)
- École de médecine de Jyväskylä (1963)
- Musée Emil Cedercreutz extensions, Harjavalta (1963, construit en 1971, 1977 et 1996)